# Watertoren (Harlingen)
De watertoren in de stad Harlingen werd in 1931 gebouwd door de Bredasche Beton Mij. In 1990 werd de watertoren na een zware stormschade afgebroken.
De watertoren op de hoek van de Begraafplaatslaan en de Midlumerlaan had een hoogte van 45,90 meter en twee waterreservoirs van elk 300 m³. De toren werd in 1971 gerenoveerd. 
Akkrum · 
Bolsward ·
Dokkum ·
Drachten ·
Franeker ·
Harlingen ·
Heerenveen ·
Hoorn Terschelling ·
Joure ·
Leeuwarden 
(Groningerstraatweg · Schrans) ·
Lippenhuizen ·
Schiermonnikoog ·
Sint Jacobiparochie ·
Sneek